# Slacker
Slacker är ett engelskspråkigt uttryck för en lat person. Uttrycket kan härledas till USA under första och andra världskriget för att beskriva personer som undvek militärtjänsten. Under 1990-talet kom det dock mer att beskriva tendenser i den yngre generationen – något som befästes av Richard Linklaters film Slacker, vilket senare gav upphov till uttrycker "slacker-generation".
En typisk slacker karaktäriseras av ett statiskt, oentusiastiskt uppträdande som manifesteras i ett uppenbart avsaknande av att "ta tag" i saker. Denna avsaknad av motivation representeras ofta av arbetslöshet eller en anställning som kräver minimal ansträngning.

## Slackers och datorer
Termen slacker används även för en person som använder distributionen Slackware av Linux.[källa behövs] Ironiskt nog så anses Slackware vara en av de mest tekniskt orienterade distributionerna och har av ägarna till VectorLinux kallats "ungefär lika användarvänligt som en ihoprullad skallerorm", även om många också anser den vara den mest stabila distributionen [källa behövs].